# Kalce - Naklo
Kalce - Naklo je naselje v Mestni občini Krško. Naselje je preprosta kmečka vas, ki je obdana s številnimi polji. Proti vzhodu se razteza Krakovski gozd, ki je pomemben vir energije večini prebivalstva za ogrevanje stanovanj.
Vas šteje 157 prebivalcev in ima približno 60 hiš. Starejšega prebivalstva je več, vendar se je zadnje čase nataliteta (rodnost) precej povečala.
Naselje sestavljata dve vasi, in sicer: 
- Kalce, ki ga vaščani imenujejo tudi Tkavce
- Naklo

Obe vasi sta gospodarsko približno enako razviti, saj imajo Kalce frizerski salon, prašičerejo; Naklo pa prav tako prašičerejo in  »šlosarijo Šoba«. Večinoma se ljudje v vasi ukvarjajo z »malim« kmetijstvom, kot dopolnilna dejavnost, nekaterim pa je to edini vir zaslužka. Bolj razširjeno je poljedelstvo, saj ima večina vaščanov vsaj en kos zemlje, na kateri si prideluje hrano. Vsaj polovica jih ima doma živali, predvsem prašiče, konje, krave ter perutnino. 30 % vaščanov ima v lasti vsaj 50 arov vinograda, ker pridelujejo cviček.
Podnebje je zelo vroče in suho, kar še posebej poleti dela težave pri kmetovanju, zato so uvedli namakalni sistem.